# Imbabazane
Imbabazane (officieel Imbabazane Local Municipality) is een gemeente in het Zuid-Afrikaanse district Uthukela.
Imbabazane ligt in de provincie KwaZoeloe-Natal en telt 113.073 inwoners.

## Hoofdplaatsen
Het nationaal instituut voor de statistiek, Stats SA, deelt sinds de census 2011 deze gemeente in in 43 zogenaamde hoofdplaatsen (main place):
Bekabhezayo • Bhekuzulu • Boschi • Edashi • Edodoci • Emadolobwe • Emahendeni • Emahlutshini • Emakhekheni • Emandabeni • Emawuza • Emdwebu • Emhlabathini • Emhubeni • Emnyangweni • Emoyeni • Empangweni • Engodini • Engonyameni • Enyokeni • Etatane • Eyosini • Ezidongeni • EzInyosini • Good Home • Imbabazane NU • KwaMkhize • KwaNdaba • KwaSobabili • Lochsloy A • Manjokweni • Maqabaqabeni • Mbelekwane • Mfolozi • Mhlungwini • Mnungwini • Mqedandaba • Nkomokazini • Ruins • Shayamoya • Southworld • Wembesi A • Zwelisha.